# Aquarius (I Cavalieri dello zodiaco)
Aquarius (水瓶座のカミュ?, Akueriasu no Kamyu) è uno dei personaggi dei manga e degli anime dell'universo fantastico di I Cavalieri dello zodiaco (Saint Seiya in originale), nato dal mangaka Masami Kurumada. Oltre al manga classico di Kurumada e ai suoi adattamenti (l'anime degli anni '80 e la trilogia OAV su Hades), egli compare anche in altre opere, come due film d'animazione, altri manga (come Episode G, Next Dimension, Saint Seiya - Episode 0), un film CGI e la serie ONA Saint Seiya: Soul of Gold.
È il cavaliere d'oro appartenente alla costellazione dell'Aquario del XX secolo, oltre che uno degli Specter di Ade (sebbene serva solo apparentemente il Dio dell'Oltretomba). Caratteristica particolare del personaggio è quella di padroneggiare le energie fredde, abilità che ha tramandato anche al suo allievo Cristal il Cigno, uno dei Cavalieri di Bronzo protagonisti della serie classica.
Nell'edizione italiana del manga e nell'adattamento Dynamic dei film viene chiamato Camus dell'Acquario, traduzione fedele del nome originale, mentre nel doppiaggio italiano della Mediaset viene chiamato Aquarius, dal nome latino della sua costellazione.

## Creazione e concezione
Al momento di realizzare i 12 Gold Saints, Masami Kurumada aveva già deciso che uno di essi dovesse essere il maestro di Hyoga. Inizialmente la scelta ricadde su Milo dello Scorpione e, infatti, nella prima pubblicazione del manga sul mensile Weekly Shonen Jump, è possibile vedere l'ombra di quest'ultimo in due momenti: quando Hyoga ripensa al suo allenamento in Siberia e al momento del suo risveglio alla Casa di Bilancia. A causa della difficoltà di dare a Milo delle tecniche legate ai ghiacci, Kurumada cambiò idea e, quando il manga venne pubblicato in volumetto, i disegni vennero modificati, sostituendo le ombre di Milo con quelle di Camus, che così divenne a tutti gli effetti il maestro di Hyoga.
Nonostante il cambio di maestro, alcune tracce di quest'idea sono rimaste nella serie. Durante lo scontro tra Hyoga e Milo, infatti, non è un caso che sia proprio quest'ultimo a rivelare al Bronze Saint la verità sull'arrivo di Camus alla Casa della Bilancia. Sempre nella stessa battaglia, inoltre, Kurumada sottolinea una certa sintonia tra Milo e Camus, suggerendo che i due possano essere amici. Quest'amicizia, seppur velata nel manga, è stata approfondita e confermata nella trilogia OAV su Hades, in Episode G e nella serie ONA Saint Seiya: Soul of Gold.
Il personaggio prende il suo nome originale dal filosofo e premio Nobel francese Albert Camus, in quanto lo stesso personaggio di Aquarius è d'origine francese.

## Biografia

### Serie classica
Camus è il Gold Saint dell'Aquario, oltre che maestro di Hyoga e di Isaac di Kraken, rispettivamente Bronze Saint e Generale dei Mari. La sua prima apparizione nel manga, seppur in ombra, si colloca poco prima dell'arrivo dei cinque Bronze Saints protagonisti al Grande Tempio, quando scatena un terremoto con l'intento di far precipitare in un crepaccio sottomarino la nave affondata in cui giace la madre di Hyoga ed eliminare così l'unico punto debole dell'allievo. Il suo volto, invece, viene rivelato nella Casa della Bilancia, dove Hyoga si risveglia dopo aver affrontato le illusioni del misterioso Gold Saint dei Gemelli. Camus cerca di spingere Hyoga ad acquisire il Settimo Senso, e per farlo combattere contro di lui, ma si accorge che il Bronze Saint del Cygnus è ancora vincolato al ricordo della madre. Accortosi così della debolezza del suo allievo, Camus lo colpisce fatalmente con l'Aurora Execution, per poi rinchiuderlo in una teca di ghiaccio eterno per evitargli ulteriori battaglie.
Poche ore più tardi, però, Hyoga viene liberato dai suoi amici e, durante lo scontro con Milo dello Scorpione, apprende le vere intenzioni del suo maestro. E così, una volta arrivato ai piedi dell'undicesima casa insieme con Seiya e Shun, il Bronze Saint decide di combattere Camus da solo per ringraziarlo degli insegnamenti ricevuti. Questa volta, Camus ammette i miglioramenti del suo allievo, ora capace di avvicinarsi al settimo senso nonostante i ricordi e le emozioni, e decide di sconfiggerlo con l'Aurora Execution. Hyoga fa altrettanto e così le due Aurora Execution si scontrano in un'esplosione di ghiaccio. Nell'epilogo della battaglia, Hyoga prevale su Camus, che, orgoglioso dei progressi dell'allievo,cade a terra privo di vita(in questo scontro finale Hyoga supera Camus 2 volte: "acquisisce lo zero assoluto cosa a cui Camus non era mai arrivato, è il Cosmo di Hyoga diventa più potente del cosmo del suo maestro Camus).
Tempo dopo scoppia una nuova guerra sacra tra Atena e Ade e quest'ultimo riporta in vita Camus, Shion dell'Ariete, Shura del Capricorno, Saga dei Gemelli, Death Mask del Cancro e Aphrodite dei Pesci, arruolandoli nel suo esercito di Spectre con la missione di uccidere la Dea. Nonostante inizialmente sembrino passati dalla parte di Ade, Camus e gli altri Gold Saints fingono solamente di obbedire al Dio dell'Oltretomba, in quanto il loro vero obbiettivo è quello di ottenere il sacrificio di Atena e ridestare il God Cloth della Dea. Al termine di un'estenuante scalata alle Dodici Case, nella quale uccidono apparentemente Shaka della Vergine con l'Atena Exclamation, Camus, Shura e Saga arrivano al cospetto di Atena. Quest'ultima, che ha compreso le reali intenzioni dei suoi sottoposti, decide di suicidarsi con le sue stesse mani per poter giungere da viva nell'Oltretomba, così da sfidare di persona Ade. Poco dopo anche Camus, insieme con Shura e Saga, torna nell'Oltretomba, a causa dello scadere delle dodici ore di vita provvisoria concessagli da Ade, ma riappare alla Giudecca, insieme con tutti gli altri Gold Saints, sacrificandosi per distruggere l'immenso Muro del Pianto e permettere a Hyoga e agli altri Bronze Saints di raggiungere Atena nell'Elisio.

#### Adattamento anime
Nell'adattamento anime realizzato negli anni ottanta le vicende che riguardano Camus sono state modificate, visto che non è lui ad allenare Hyoga e Isaac. Questo compito, infatti, spetta al Crystal Saint (o Maestro dei Ghiacci nel doppiaggio italiano), un personaggio creato appositamente dalla Toei Animation, e quindi non da Kurumada, poiché, all'epoca della realizzazione dei primi episodi dell'anime, la figura del maestro di Hyoga non era ancora comparsa nella versione cartacea della storia. L'anime, inoltre, finiva sempre per raggiungere la cronologia del manga, costringendo la Toei a creare delle storie filler. Il Crystal Saint, nello specifico, compare solo in pochi episodi, venendo poi soggiogato dal Grande Sacerdote e infine ucciso da Hyoga. In seguito alla creazione di Camus, il Crystal Saint è stato quindi trasformato nell'anime in un allievo di quest'ultimo e il terremoto che fa precipitare la nave della madre di Hyoga in un crepaccio sottomarino viene provocato da Camus durante il suo incontro con il Saint del Cigno nella Casa della Bilancia.
Diversamente dal primo anime, la trilogia OAV su Hades ha operato una scelta di ret-con, rendendo Camus direttamente maestro di Hyoga tramite un flashback che mostra il Gold Saint allenare quello di Cygnus in Siberia. L'edizione italiana ha però aggiunto nella serie un riferimento al personaggio del Crystal Saint, assente in originale.

### Episode G

Camus (dietro Aiolia) sulla copertina di un volume del manga Episode G.

In Episode G, ambientato tempo dopo il tradimento di Aiolos del Sagittario e poco prima dell'inizio della storia narrata nella serie classica, Camus fa ritorno al Grande Tempio e viene messo al corrente della minaccia di Crono e dalla sua armata di Titani. Durante lo scontro tra Oceano e Aiolia del Leone, Camus interviene per salvare il secondo, per poi sostituirsi a quest'ultimo nella lotta contro il Titano. Al termine di una durissima battaglia, Oceano, che è in grado di controllare le correnti e i flussi d'acqua, colpisce mortalmente Camus, prendendo il controllo della sua corrente sanguigna (visto che all'interno dei corpi umani c'è acqua, controllabile tanto quanto quella marina). Dal canto suo comunque, Camus reagisce con l'Aurora Execution che, pur parzialmente inefficace, convince Oceano a interrompere la battaglia e andarsene, non prima di essersi complimentato con il Gold Saint per il suo coraggio.
Dopo aver sigillato la Porta del Tempo che collega la Terra al Tartaro, Camus permette a Mu dell'Ariete di teletrasportarlo nel mondo dei Titani insieme con altri quattro suoi compagni (Milo Scorpio, Aldebaran del Toro, Shura e Shaka), per soccorrere Aiolia. Qui, insieme con l'amico Milo, fronteggia il gigante Margarites Draco, una delle tre guardie del corpo di Crono. Per sconfiggerlo, Camus decide di fare da esca, permettendo a Milo di concentrare tutto il suo cosmo per lanciare insieme quindici Scarlet Needle alla massima potenza. Il piano va a buon fine e, una volta che Milo riesce a colpire il nemico, quest'ultimo viene poi ucciso definitivamente da Camus con l'Aurora Execution.

### Next Dimension
In Next Dimension sequel del manga classico di Saint Seiya, che alterna gli avvenimenti del passato (la guerra del XVIII secolo contro Ade) con quelli del presente (cioè nel XX secolo, dopo la sconfitta del Dio nell'Oltretomba al termine della serie classica), Camus, insieme con gli altri Gold Saints della sua epoca, compare sotto forma di spirito per aiutare Atena e Shijima della Vergine a uscire da una distorsione spazio-temporale. In seguito apparirà in un altro cameo durante il duello tra il suo predecessore Mistoria dell'acquario e Hyoga del Cigno, dove si scoprirà che il suo successore come Gold Saint dell'acquario è Hyoga. 

### Soul of Gold
Nella serie ONA Soul of Gold, dopo aver distrutto il Muro del Pianto, tutti i Gold Saints (Camus compreso) vengono misteriosamente riportati in vita come Einherjar nei territori di Ásgarðr con l'obbiettivo di ostacolare il nuovo celebrante di Odino, Adreas Riise, e i suoi God Warrior (o Cavalieri di Asgard). Inizialmente, però, Camus sceglie di schierarsi con i nemici per ripagare un debito con uno di loro, Surt di Eikthyrnir. Da bambino, infatti, mentre si allenava in mezzo alla neve, Camus provocò accidentalmente una valanga che uccise la sorella minore di Surt. In preda a questo senso di colpa, il giovane Gold Saint giurò a sé stesso che avrebbe fatto di tutto per ripagare questo debito, compreso il sacrificarsi per Surt, e ora, ritornato in vita, può finalmente mantenere fede alla sua parola.
Dopo aver affrontato e battuto Milo dello Scorpione, Camus viene posto a protezione di Juchheim, la stanza del ghiaccio posta all'interno dell'albero Yggdrasil, dove sconfigge un altro suo parigrado: Shura del Capricorno. Mentre Shura è privo di sensi, Surt arriva sul posto e lo uccide crudelmente, rivelando inoltre a Camus che la stanza del ghiaccio era solo un diversivo per nascondere la stanza del fuoco, Muspelheim. Sconvolto dalla morte dell'antico compagno di battaglia, Camus si rende conto che Surt è ormai votato al male: dopo aver cercato inutilmente di rinsavire l'asgardiano, Camus brucia il suo cosmo e risveglia il suo God Cloth (o Armatura divina), per poi sconfiggere Surt con l'Aurora Execution.
Nel prosieguo della serie si scopre che è stato Odino a riportare in vita i Gold Saints ad Asgard allo scopo di fermare Andreas Riise che, controllato da Loki, intende utilizzare Yggdrasil per far rinascere la lancia Gungnir, un'arma divina dal potere sconfinato. Camus, che dopo lo scontro con Surt era stato catturato dalle radici di Yggdrasil, riappare nella battaglia finale contro Loki, quando, insieme con tutti i Gold Saints, interviene per soccorrere Aiolia del Leone e Aiolos del Sagittario. Grazie a dei petali intrisi del sangue di Atena e inviati proprio dalla Dea dall'Elisio, i dodici risvegliano i loro rispettivi God Cloths definitivi, sconfiggono Loki e salvano Asgard. Prima di lasciare ancora una volta il mondo dei vivi, i Gold Saints vengono contattati da Poseidone che, risvegliato dal cosmo dei dodici, si offre di usare la propria forza divina per inviare i Gold Cloths in aiuto dei cinque Bronze Saints, impegnati a combattere Ade nell'Elisio.

### Episode 0
Questo capitolo di Kurumada contenuto in Saint Seiya Final Edition che si svolge parallelamente alla fuga di Aiolos del Sagittario con la piccola Atena. Camus è un giovanissimo Gold Saint, ancora troppo piccolo e immaturo per diventare Sacerdote. Dopo la scomparsa di Saga, che intanto si è sostituito con l'inganno al Sacerdote Shion, Camus, insieme con la maggior parte dei Gold Saints, lascia il Santuario per fare un viaggio in giro per il mondo, allo scopo di acquisire esperienza e affinare le proprie tecniche combattive. Questo capitolo è contenuto nella nuova edizione del manga di Saint Seiya chiamata "Saint Seiya Final Edition".

## Personaggio

### Aspetto e personalità
Camus ha l'aspetto di un giovane dai capelli lunghissimi e gli occhi di colore rosso. Nell'anime, come molti altri Gold Saints, Camus ha subito un cambio di tinta, venendo raffigurato con i capelli di colore blu (così come gli occhi). Questa colorazione è stata mantenuta anche nelle opere successive al manga di Kurumada, come gli OAV della serie Hades, gli ONA Soul of Gold e nel manga Episode G. In Saint Seiya Next Dimension il colore dei capelli è quello del manga classico di Saint Seiya. Quando non indossa il Gold Cloth dell'Aquario, Camus ha un vestiario molto simile a quello di Hyoga, ossia maglietta a maniche corte e jeans con scalda muscoli all'altezza delle cosce (sebbene in un flashback del manga appaia con un giaccone pesante).
Caratterialmente è un uomo freddo, razionale, inflessibile e severo, specialmente nei confronti del suo allievo Hyoga: in realtà è un personaggio estremamente positivo ed emotivo, come sottolineato nell'enciclopedia Taizen, interessato più a far maturare il suo allievo che a seguire gli ordini impostigli del Grande Sacerdote.
Nel doppiaggio italiano dell'adattamento anime realizzato negli anni ottanta, invece, il carattere di Camus è mutato, principalmente per il motivo che i copioni che arrivavano dal Giappone erano molto lacunosi, e il Gold Saint sembra più propenso ad affermare la sua superiorità su Hyoga anziché farlo crescere. Contraddittorio è il monologo finale del Gold Saint, dove quest'ultimo afferma che la sua vita non ha più senso, valutando il suo allievo più degno di lui come maestro delle energie fredde. Nel cercare di sconfiggere Hyoga, dunque, è come se Camus abbia cercato di fermare lo scorrere del tempo e l'avanzata delle nuove generazioni, in modo da dimostrare a sé stesso di essere ancora lui il signore delle energie fredde.
Tra tutti i Gold Saints, Camus sembra essere molto amico di Milo dello Scorpione. La loro amicizia viene sottolineata più volte, ma non ci sono prove concrete al riguardo nel manga classico. La cosa è stata invece parzialmente chiarita in Episode G, in cui Milo, parlando con Shaka, dichiara proprio che Camus è suo amico, e che vorrebbe portargli indirettamente aiuto risolvendo una missione di Aiolia. Durante la guerra contro Ade, inoltre, stringe una grande amicizia con Shura del Capricorno, cosa che viene confermata in Soul of Gold quando lo stesso Camus si dice addolorato per la morte del suo parigrado per mano di Surt di Eikthyrnir.

### Cloth
Come tutti i Saint di Atena anche Camus indossa un Cloth (o Sacra Armatura), più precisamente il Gold Cloth (o Armatura d'oro) dell'Aquario. Questa armatura rappresenta una figura a mezzobusto che regge sopra la testa l'anfora dell'Aquario. Il Cloth dell'Aquario esiste anche come Surplice, ovvero le armature degli Spectre di Ade, con una tinta viola e grigia e forme leggermente modificate.
Nel film La leggenda dei guerrieri scarlatti, Camus non indossa il suo Gold Cloth originale, bensì una copia meno resistente donatagli da Apollo.
In Saint Seiya: Soul of Gold, il Gold Cloth di Camus, che è stato bagnato dalle lacrime di Atena dopo la battaglia alle Dodici Case, riesce a evolversi temporaneamente in God Cloth (o Armatura divina); esso copre quasi totalmente la superficie del corpo di Camus ed è dotato di ali. Nell'epilogo dello scontro con Loki, grazie a dei petali intrisi del sangue di Atena, Camus riesce a risvegliare anche il God Cloth definitivo, che dura più a lungo di quello precedente.
Una versione in parte ridisegnata del Gold Cloth dell'Aquario compare nel film remake La leggenda del Grande Tempio, dove mostra forme estetiche in parte basate sulla versione classica e in parte del tutto nuove: l'elmo, inizialmente a maschera, può chiudersi e all'occorrenza diventare a casco, con protezioni aggiuntive per bocca e setto nasale che lasciano scoperti solo gli occhi. All'occorrenza, tutto il pezzo può aprirsi e ripiegarsi su se stesso, fino a scomparire completamente. I coprispalla, anche se un po' più stratificati, hanno le solite forme, ma sul sinistro è montata, a mo' di cannoncino, una versione in piccolo dell'anfora d'oro.

### Tecniche e abilità
In qualità di Gold Saint, e quindi facente parte dell'élite dell'esercito della Dea Atena, Camus possiede il Settimo senso, abilità che gli permette di muoversi e di lanciare attacchi alla velocità della luce, cioè 300.000 chilometri al secondo. Camus ha perfezionato tutte le sue tecniche di lotta con il gelo, motivo per cui i suoi colpi non producono raggi luminosi, ma sprigionano un'intensa energia congelante capace di fermare il movimento degli atomi: in tal modo può congelare all'istante qualsiasi cosa, sfiorando, ma senza mai raggiungerlo, cosa in cui invece riuscirà il suo allievo Hyoga, lo zero assoluto.
 Di seguito vengono riportare le tecniche usate dal personaggio nel corso dei vari manga e anime:
- Diamond Dust (ダイヤモンド・ダスト?, Daiyamondo Dasuto): dopo aver concentrato l'aria congelante sulla sua mano, Camus la lancia verso l'avversario, congelandolo. Viene utilizzata nella battaglia contro Mu dell'Ariete.[14] Nel doppiaggio italiano questa tecnica è stata chiamata Polvere di Diamanti, mentre nel manga di Granata Press viene tradotta Polvere di Diamante.[41]
- Aurora Execution (オーロラ・エクスキューション?, Ōrora Ekusukyūshon): è il colpo più potente delle energie fredde. Per usarlo, Camus solleva le braccia sopra la sua testa, unendole a formare il vaso dell'aquario, e lancia il colpo, la cui temperatura è prossima allo zero assoluto.[11][13] Viene utilizzata per la prima volta nella battaglia contro Hyoga alla Casa della Bilancia.[11] Nel doppiaggio italiano questa tecnica è chiamata Sacro Aquarius, mentre nel manga di Granata Press viene tradotta Esecuzione di Aurora.[41]
- Freezing Coffin (フリージング・コフィン?, Furījingu Kofin): tecnica con cui Camus crea un feretro di ghiaccio eterno per imprigionare un avversario. Il corpo che viene rinchiuso in questa bara di ghiaccio rimane perfettamente integro in eterno.[11][13] Secondo Shiryu, un sarcofago di ghiaccio creato da Camus è talmente impenetrabile che neanche un altro Gold Saint riuscirebbe a scalfirlo.[42] Nel doppiaggio italiano questa tecnica è chiamata Sarcofago di Ghiaccio, mentre nel manga di Granata Press viene tradotta Bara di Ghiaccio.[41]
- Koliso (カリツォー?, Karitsō): tecnica con cui Camus crea dei sottili cerchi di ghiaccio che possono difenderlo dagli attacchi nemici o imprigionare temporaneamente questi ultimi e impedirgli di muoversi. Viene adoperata da Camus solo in Episode G. Nel doppiaggio italiano questa tecnica è chiamata Anelli del Cigno.[41]

Oltre a queste tecniche, Camus è in grado di utilizzare l'Athena Exclamation  (アテナ・エクスクラメーション?, Atena Ekusukuramēshon, Urlo di Atena nel doppiaggio italiano). Tale tecnica è effettuabile solo da tre Gold Saints contemporaneamente, e consiste in una semplice ondata di energia dotata tuttavia di uno spaventoso potere distruttivo, paragonabile a quello del Big Bang. Tale attacco è ritenuto pericoloso da Atena stessa e di conseguenza i Gold Saints possono servirsene solo con il consenso della Dea. Camus utilizza l'Athena Exclamation insieme con Shura del Capricorno e Saga dei Gemelli prima per sconfiggere Shaka di Virgo e in seguito per contrastare il trio formato da Aiolia del Leone, Milo dello Scorpione e Mu dell'Ariete.

## Apparizioni in altri media
Oltre ai manga e agli anime, Camus compare in tre film. In La leggenda dei guerrieri scarlatti (1988), ambientato dopo le battaglie alle Dodici Case, viene resuscitato insieme con Shura del Capricorno, Saga dei Gemelli, Death Mask del Cancro e Aphrodite dei Pesci dal Dio Apollo, che lo integra nella sua guardia personale. Quando capisce che il Dio del Sole ha in mente di uccidere Atena, Camus si ribella insieme con Shura, ma entrambi, svantaggiati dall'indossare solo delle copie meno resistenti delle originali Gold Cloths, vengono sconfitti con facilità da Atlas, Jao e Berenice. Questa pellicola non è in continuità con la serie classica.

Fa anche una breve apparizione in Le porte del paradiso (2005), ambientato dopo le battaglie contro Ade, dove viene punito per le sue azioni contro gli Dei e imprigionato, insieme con gli altri Gold Saints (con l'eccezione di Aiolos), in una specie di scogliera d'ambra sulla Terra in stato di totale incoscienza. Inizialmente, questo film avrebbe dovuto essere l'inizio del seguito ufficiale della serie classica, con il benestare di Masami Kurumada, che aveva scritto un breve capitolo di prologo. Tuttavia, a seguito dello scarso successo del film al cinema, Le porte del paradiso venne successivamente disconosciuto dal mangaka, alludendo anche al fatto che molti elementi da lui proposti per la trama non furono usati dal regista Yamaguhi.

Nel film in CGI I Cavalieri dello zodiaco: La leggenda del Grande Tempio (2014), che ri-narra la battaglia alle Dodici Case, con modifiche alla trama e al design dei personaggi, le vicende di Camus sono simili a quelle narrate nel manga, salvo alcune differenze: non scende alla casa di Bilancia, ma salva Hyoga da Death Mask del Cancro, teletrasportando poi l'allievo all'undicesima casa, dove i due ingaggeranno un duello mortale.
Oltre al vasto merchandising tratto principalmente dalla serie classica di Saint Seiya(come videogiochi, carte o modellini da collezioni, giocattoli, ecc.), Camus è il protagonista della seconda traccia del Drama CD di Episode G, il quale riprende il suo scontro con Oceano (capitoli da 36 a 38 del manga di Okada), dov'è doppiato dal seiyu Hiraku Midorikawa.